# Sangita Magar
Sangita Magar (en nepalí: संगीता मगर) es una mujer nepalesa que se convirtió en activista por los derechos de las víctimas después de sobrevivir a un ataque con ácido. Cuando tenía 16 años ella y una amiga fueron atacadas pero lograron hacer el examen de finalización de secundaria,SLC, 25 días después. Posteriormente luchó para cambiar las leyes relativas a las víctimas de tales ataques y la venta no regulada de ácido.

## Ataque de ácido
Magar era una colegiala de 16 años cuando fue atacada el 22 de febrero de 2015 en la escuela Shanti Nikunja en Basantapur, Katmandú, donde se estaba preparando para su certificado de finalización de la escuela secundaria (SLC) con su amiga Sima Basnet, de edad 15. Cuatro hombres enmascarados los obligaron a entrar en una habitación y les rociaron con ácido. Después del ataque pasó por tratamientos en la Facultad de Medicina de Katmandú; Sima Basnet ingresó en el Hospital Bir. El padre de Magar le dijo a The Kathmandu Post: "Otras tres niñas y mi hija estaban estudiando solas después de que su maestra llegara tarde a la clase. Los atacantes entraron rompiendo la puerta y les arrojaron ácido". Mientras se sometía al tratamiento, se suicidó y pensó en quitarse la vida saltando por la ventana del hospital.
Una investigación reveló que un hombre de 20 años que vivía en el mismo edificio que Magar llevó a cabo el ataque. El atacante afirmó que era un amante abandonado, pero Magar negó haber estado involucrado con él y que ella casi nunca interactuó con él. Fue sentenciado a 10 años de cárcel por intento de asesinato; pero en la sala del tribunal sonrió, sin mostrar remordimiento y amenazando con vengarse. No salió de la casa durante tres años.

### Consecuencias
Sima Basnet escribió al entonces primer ministro de Nepal, Sushil Koirala, para solicitar que se les permitiera realizar el examen de su Certificado de finalización de la escuela secundaria (SLC), a pesar de que todavía se encontraban en el hospital. Koirala ordenó al Ministerio de Educación que accediera a la solicitud; Sima, en el Bir Hospital, tomó el examen mientras que Sangita recibió asistencia en el Kathmandu Medical College Hospital.
En Nepal hay un promedio de alrededor 40 ataques con ácido por año, y víctimas como Magar no tienen derecho a ningún pago inmediato para ayudarlas con la atención médica urgente.
En 2017, Magar y Basnet fueron los demandantes en un caso apoyado también por Forum for Women, Law and Development, un grupo de derechos de las mujeres, que desafió las leyes de Nepal sobre la violencia con ácido y quemaduras, un caso que resultó que la Corte Suprema Nepalense ordenará que las víctimas obtuvieran apoyo financiero inmediato para el tratamiento. Además, el tribunal ordenó que las penas por cometer ataques con ácido se incrementaran de tres a diez años de prisión. Estas decisiones se convirtieron en ley en agosto de 2018, y los hospitales ahora brindan tratamiento inmediato gratuito a las víctimas de ataques con ácido. Desde entonces, Magar ha estado luchando para detener la venta no regulada de los ácidos utilizados en tales ataques, para castigar la vida de quienes cometen tales ataques y para obtener más apoyo para los sobrevivientes de ataques con ácido, incluida una compensación.